# Argyle (Town, Wisconsin)
Die Town of Argyle ist eine von 18 Towns im Lafayette County im US-amerikanischen Bundesstaat Wisconsin. Im Jahr 2010 hatte die Town of Argyle 436 Einwohner.
Town hat in Wisconsin eine grundlegend andere Bedeutung, als im übrigen englischsprachigen Bereich. Vielmehr entspricht sie den in den anderen US-Bundesstaaten üblichen Townships, die nach dem County die nächstkleinere Verwaltungseinheit bilden.

## Geografie
Die Town of Argyle liegt im Südwesten Wisconsins, rund 90 km östlich des Mississippi, der die Grenze zu Iowa bildet. Die Grenze zu Illinois befindet sich rund 30 km südlich. In Nord-Süd-Richtung wird die Town of Argyle vom Pecatonica River durchflossen, einem Nebenfluss des in den Mississippi mündenden Rock River.
Im Südosten der Town of Argyle liegt die selbstständige Gemeinde Argyle, die vollständig von der Town umgeben ist, ohne dieser anzugehören.
Die Koordinaten der geografischen Mitte der Town of Argyle sind 45°47′46″ nördlicher Breite und 88°51′37″ westlicher Länge. Sie erstreckt sich über eine Fläche von 92,4 km².
Die Town of Argyle liegt im Nordosten des Lafayette County und grenzt an folgende Nachbartowns:
| Town of Fayette | Town of Blanchard                           | Town of York (Green County)   |
| Town of Lamont  | Kompassrose, die auf Nachbargemeinden zeigt | Town of Adams (Green County)  |
|                 | Town of Wiota                               | Town of Jordan (Green County) |

## Verkehr
Durch die Town of Argyle verläuft in Nord-Süd-Richtung der Wisconsin State Highway 78 und der von West nach Ost verlaufende Wisconsin State Highway 81. Daneben verlaufen noch die County Highways A, C, G, M und N durch die Town. Alle weiteren Straßen sind untergeordnete Landstraßen oder teils unbefestigte Fahrwege.
Die nächsten Flughäfen sind der Dubuque Regional Airport in Iowa (rund 95 km westsüdwestlich) und der Dane County Regional Airport in Wisconsins Hauptstadt Madison (rund 85 km nordöstlich).

## Bevölkerung
Nach der Volkszählung im Jahr 2010 lebten in der Town of Argyle 436 Menschen in 180 Haushalten. Die Bevölkerungsdichte betrug 4,7 Einwohner pro Quadratkilometer. In den 180 Haushalten lebten statistisch je 2,42 Personen.
Ethnisch betrachtet bestand die Bevölkerung mit drei Ausnahmen nur aus Weißen. Unabhängig von der ethnischen Zugehörigkeit waren 0,2 Prozent (eine Person) der Bevölkerung spanischer oder lateinamerikanischer Abstammung.
19,5 Prozent der Bevölkerung waren unter 18 Jahre alt, 59,2 Prozent waren zwischen 18 und 64 und 21,3 Prozent waren 65 Jahre oder älter. 47,2 Prozent der Bevölkerung war weiblich.
Das mittlere jährliche Einkommen eines Haushalts lag bei 55.688 USD. Das Pro-Kopf-Einkommen betrug 28.142 USD. 2,5 Prozent der Einwohner lebten unterhalb der Armutsgrenze.

## Ortschaften in der Town of Argyle
Auf dem Gebiet der Town of Argyle befinden sich neben Streubesiedlung keine weiteren Siedlungen.